# Synaphris franzi
Espèce
Synaphris franzi est une espèce d'araignées aranéomorphes de la famille des Synaphridae.

## Distribution
Cette espèce est endémique de Tenerife aux îles Canaries en Espagne,.

## Description
La femelle holotype mesure 1,05 mm.

## Systématique et taxinomie
Cette espèce a été décrite par Wunderlich en 1987.

## Étymologie
Cette espèce est nommée en l'honneur d'Herbert Franz du muséum Senckenberg.

## Publication originale
- Wunderlich, 1987 : Die Spinnen der Kanarischen Inseln und Madeiras: Adaptive Radiation, Biogeographie, Revisionen und Neubeschreibungen. Triops Verlag, Langen, West Germany (texte intégral).